# Bjarnarey
Bjarnarey er en ubeboet ø syd for Island. Med 0.32 km² er den Vestmannaøernes fjerde største ø. Dets højeste punkt er det 161 meter høje gamle krater Bunki. Øen ligger øst for den eneste beboede af Vestmannaøerne, Heimaey, og sydvest for øen Ellidaey. 
Tusinder af lunder yngler på øens klippesider og hvert år fanger jægerne fuglene og indsamler æggene.  

## Ekstern henvisning
- Øens hjemmeside Arkiveret 6. oktober 2008 hos  Wayback Machine

63°26′53″N 20°11′24″V / 63.448°N 20.19°V